# Абрамово (Тихвінський район)
Абрамово (рос. Абрамово) — присілок у Тихвінському районі Ленінградської області Російської Федерації.
Населення становить 3 особи. Належить до муніципального утворення Ганьковське сільське поселення.

## Історія
Населений пункт розташований на історичній Новгородській землі, знищеній Московським царством у 15 столітті.
Згідно із законом від 1 вересня 2004 року № 52-оз належить до муніципального утворення Ганьковське сільське поселення.

## Населення
| 1940 | 1958 | 2007 | 2010 |
| ---- | ---- | ---- | ---- |
| 219  | ↘162 | ↘4   | ↘3   |